# Cwietnoj bulwar
Cwietnoj bulwar (ros. Цветной бульвар – Kolorowy bulwar) – stacja moskiewskiego metra linii Sierpuchowsko-Timiriaziewskiej (kod 138). Istnieje tutaj możliwość przejścia na stację Trubnaja linii Lublinsko-Dmitrowskiej. Wyjścia prowadzą na Bulwar Cwietnoj i do Cyrku Nikulina (Московский Цирк Никулина).

## Konstrukcja i wystrój
Jednopoziomowa stacja typu pylonowego z trzema komorami i jednym peronem. Kolumny obłożono białym, a ściany nad torami jasnobrązowym marmurem. Fryzy zostały wykończone witrażami. Podłogi wyłożono granitem i marmurem. Jedno z przejść zostało ozdobione witrażem Cyrk (Цирк). Na południowym końcu stacji znajduje się przejście na stację Trubnaja.
W wywiadzie dla radia Wiesti FM przedstawiciel moskiewskiego metra przyznał, że stacja została zbudowana na wniosek jednej osoby – aktora Jurija Nikulina.

## Galeria

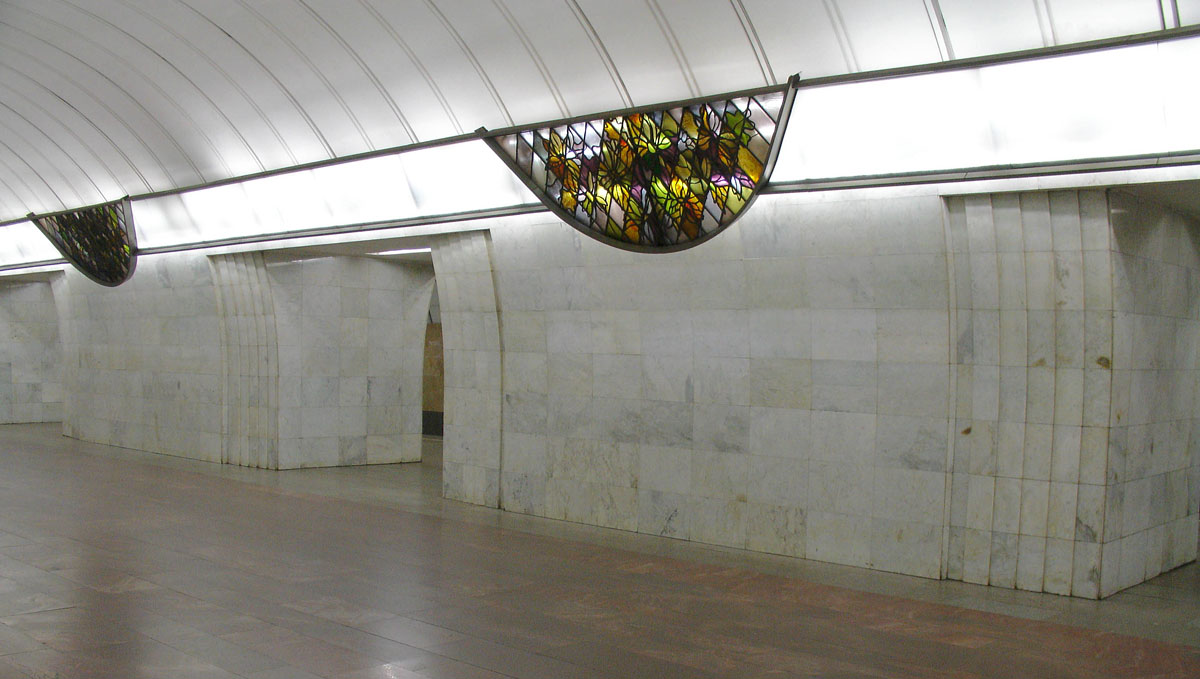
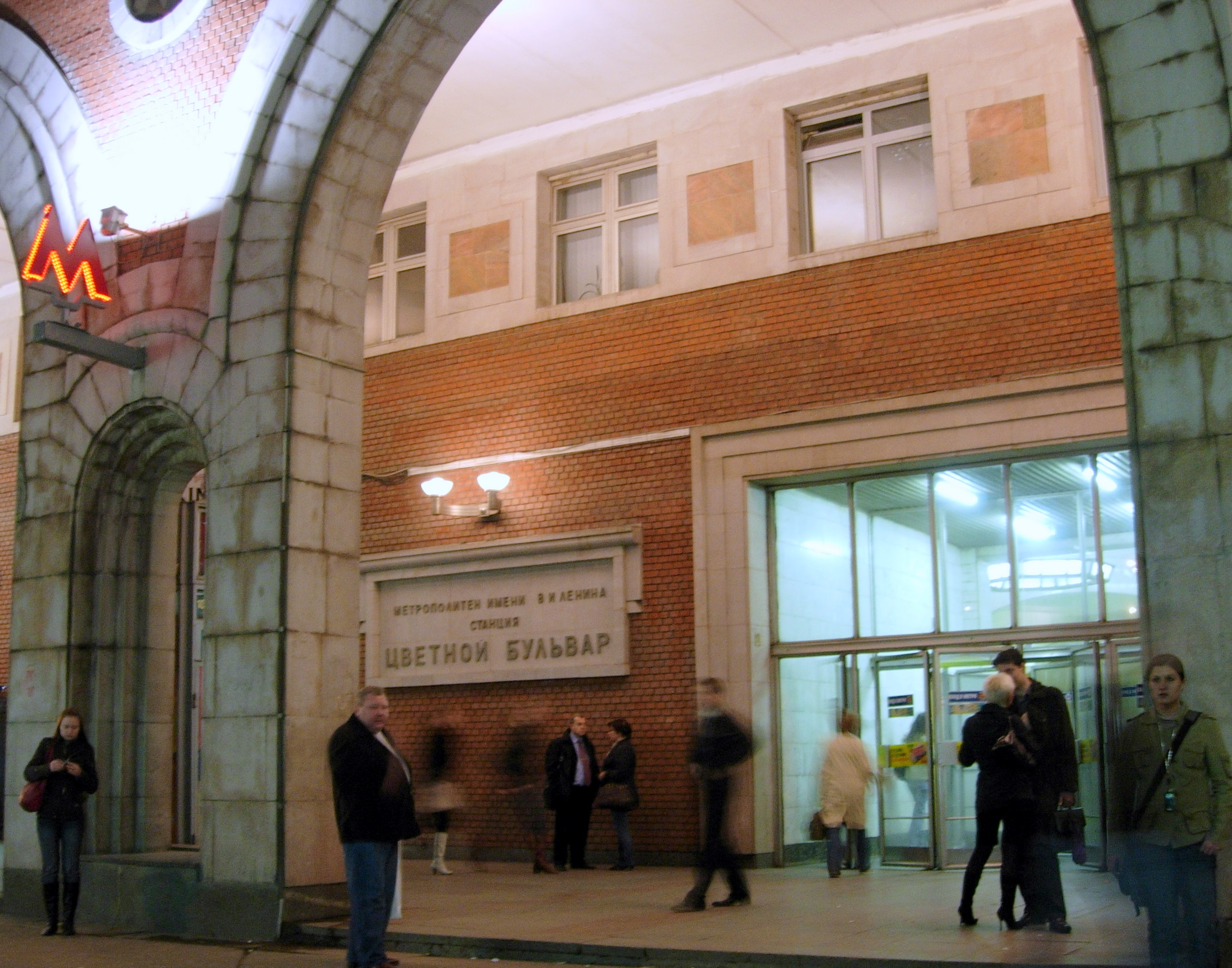
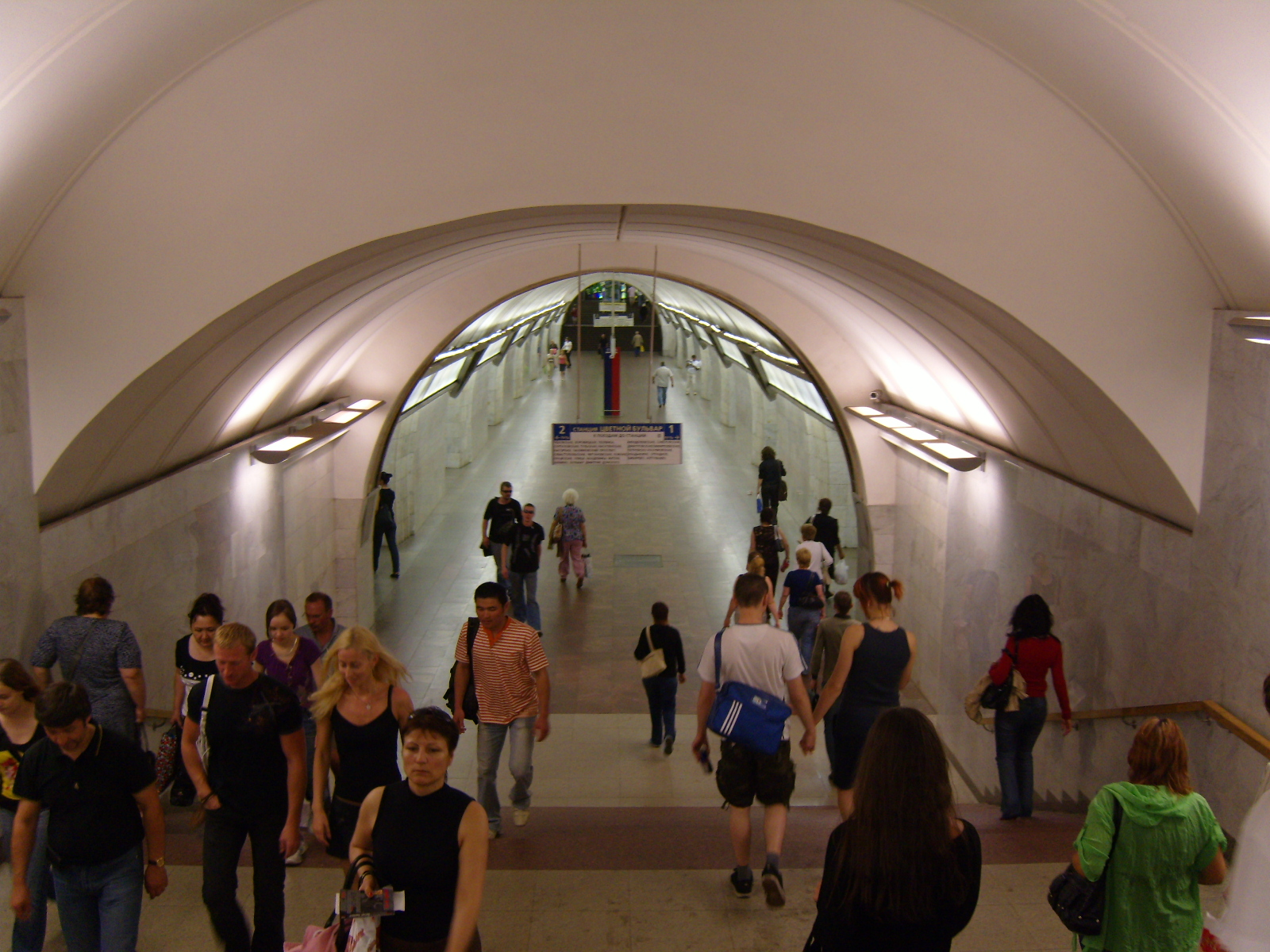